# Pianura danubiana
La pianura danubiana (in bulgaro Дунавска равнина?, Dunavska ravnina), situata a nord dei monti Balcani e a sud del Danubio, costituisce la parte settentrionale della Bulgaria. Il suo confine occidentale è costituito dal fiume Timok e quello orientale dal mar Nero. La pianura ha un'area di 31523 km²; è lunga circa 500 km e larga da 20 a 120 km.

## Geografia
La pianura danubiana è collinare, avendo numerosi altopiani e vallate fluviali. Il clima è continentale temperato, con una debole influenza del mar Nero a est. Ci sono in media 450–650 mm di precipitazioni annue. I fiumi più importanti sono il Danubio, l'Iskăr, lo Jantra, l'Osăm, il Vit, il Rusenski Lom, l'Ogosta e il Lom.
Tra le maggiore città della regione ci sono Varna, Ruse, Pleven, Kozloduj Dobrič, Šumen, Veliko Tărnovo, Vraca, Vidin, Montana, Lom, Silistra, Tărgovište e Razgrad.

### Minerali
Nella pianura danubiana ci sono numerosi minerali, tra cui:
- Lignite
- Argilla incombustibile
- Petrolio e benzina
- Manganese
- Minerale di rame